# Cassiglio
Cassiglio – miejscowość i gmina we Włoszech, w regionie Lombardia, w prowincji Bergamo.
Według danych na styczeń 2009 gminę zamieszkiwało 120 osób przy gęstości zaludnienia 8,55 os./1 km².